# Oriolo Romano
Oriolo Romano település Olaszországban, Viterbo megyében. Lakosainak száma 3702 fő (2023. január 1.). Oriolo Romano Bassano Romano, Canale Monterano, Vejano, Bracciano és Manziana községekkel határos.

## Népesség
A település népessége az elmúlt években az alábbi módon változott:

| 2019 | 3 819 |
| 2023 | 3 702 |